# Карликовый ленивец
Карликовый ленивец (лат. Bradypus pygmaeus) — вид млекопитающих из семейства трёхпалых ленивцев. Эндемик острова Эскудо-де-Верагуас, расположенного недалеко от северного побережья Панамы в провинции Бокас-дель-Торо.

## Описание
Карликовый ленивец похож на остальных трёхпалых ленивцев, однако, значительно меньше размером, являясь типичным примером островной карликовости. Длина его тела составляет от 49 до 53 см, масса — от 2,5 до 3,5 кг. Шерсть бурого цвета, как у всех ленивцев она направлена от брюха к спине. Характерным признаком этого вида является чёрная полоса на лбу.
Шерсть на лице короткая, а на голове и плечах длинная и густая, отчего напоминает капюшон. Горло коричнево-серое, спина пятнистая и имеет тёмную среднюю полосу. У самцов на спине есть оранжевое пятно с пушистым мехом по краю. Имеют 18 зубов: 10 на верхней челюсти (2 передних долотообразных и 8 коренных зубов) и 8 на нижней челюсти (2 передних долотообразных и 6 коренных). Череп маленький с большой наружным слуховым проходом.

## Распространение
Вид обитает исключительно на острове Эскудо-де-Верагуас, площадь которого составляет 4,3 км², расположенного примерно в 17,6 км от северного побережья Панамы в провинции Бокас-дель-Торо. Он был открыт в 2001 году Робертом Андерсоном и Чарлзом Хэндли.

## Образ жизни
Естественной средой обитания карликового ленивца являются только мангровые леса на побережье его родного острова. О его образе жизни известно мало. Как все трёхпалые ленивцы ведёт древесный образ жизни, питаясь преимущественно листьями. Кроме того, карликовый ленивец искусно плавает.

## Природоохранный статус
Вид находится на грани исчезновения и включён в Красную книгу МСОП. Общая численность популяции не известна, вероятно, она составляет менее 500 животных. Остров необитаем, однако, время от времени его посещают рыбаки, крестьяне и другие люди, которые охотятся на ленивцев. Следующей угрозой является открытие острова для туризма.